# Marc Márquez

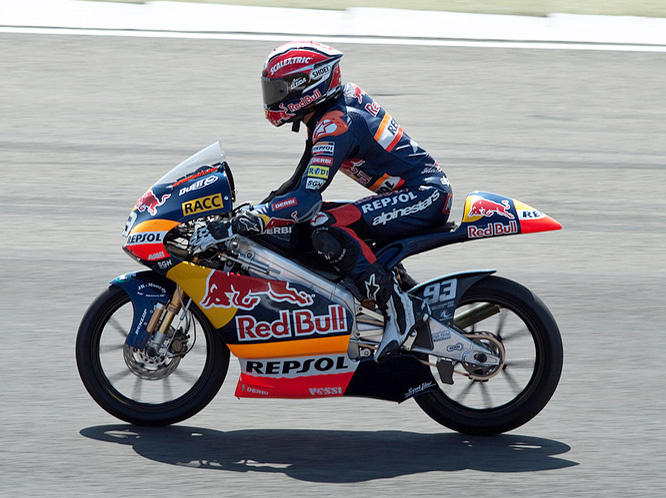
Marc Márquez, Assen 2010

Marc Márquez, född den 17 februari 1993 i Cervera i Katalonien, är en spansk roadracingförare. Han är flerfaldig världsmästare i flera klasser i Grand Prix Roadracing. Márquez körde mellan 2013 och 2023 i MotoGP för Hondas fabriksteam Repsol Honda och från 2024 i Gresini Racing.
Márquez blev världsmästare i 125GP-klassen säsongen 2010 och världsmästare i Moto2 säsongen 2012. Redan debutåret 2013 i MotoGP blev Márquez världsmästare. Han var då den yngste världsmästaren någonsin i den främsta klassen och den förste att vinna VM sitt premiärår sedan Kenny Roberts vann säsongen 1978. Márquez försvarade sin VM-titel säsongen 2014. Han tog sin tredje världsmästartitel i MotoGP säsongen 2016, den fjärde säsongen 2017, den femte säsongen 2018 och den sjätte säsongen 2019. Han är äldre bror till Álex Márquez.

## Roadracingkarriär
Márquez gjorde sin debut i GP-sammanhang säsongen 2008 för KTM i 125GP, och tog sin första pallplats på i Storbritanniens GP på Donington Park samma år. Han har Emilio Alzamora som mentor. Han fortsatte på KTM  säsongen 2009 och blev åtta i VM. Till nästföljande säsong kontrakterades Márquez av det finska teamet Ajo Motorsport för att köra en Derbi. Säsongen gick över förväntan då Márquez vann 10 av 17 Grand Prix och blev den näst yngste världsmästaren i roadracing någonsin.
Till 2011 gick Márquez upp till Moto2-klassen. Han inledde säsongen med tre krascher men sedan vann han sju Grand prix och hade chans att bli världsmästare innan han skadade sig i Malaysia, fick avbryta säsongen, och blev tvåa i VM-tabellen efter Stefan Bradl. 2012 höll sig Marc Márquez på hjulen och kunde säkra världsmästartiteln i den näst sista deltävlingen.

### MotoGP
Roadracing-VM 2013 körde Márquez MotoGP för Repsol Honda. Han tog tredjeplatsen i sitt debut-GP, Qatars Grand Prix och vann sitt andra Grand Prix från pole position, på Circuit of the Americas den 21 april 2013. Han blev därmed den yngste att vinna ett Grand Prix i huvudklassen MotoGP/500GP och den yngste att ta pole i samma klass. Han fortsatte att slå de flesta rekord för en nykomling i klassen och vann fyra raka Grand Prix och tog en gedigen ledning i VM före Dani Pedrosa och Jorge Lorenzo. Lorenzo fick en sista chans att komma ikapp efter att Márquez fick noll poäng i Australien på grund av att han svartflaggats. Inför sista deltävlingen ledde Márquez med 13 poäng. Det räckte att bli fyra om Lorenzo vann. Márquez tog en enkel tredjeplats och blev världsmästare fyra poäng före Lorenzo.
Márquez inledde försvaret av VM-titeln säsongen 2014 på allra bästa sätt. Han vann säsongens tio första Grand Prix. Ingen hade vunnit tio Grand Prix i rad sedan Mick Doohan under Roadracing-VM 1997. Stallkamraten Dani Pedrosa stoppade Márquez segersvit och även Valentino Rossi och Jorge Lorenzo lyckades vinna Grand Prix. Dock var Márquez ledning så stor att han vid Japans Grand Prix på Hondaägda banan Twin Ring Motegi säkrade världsmästartiteln med en andraplats. Han vann 13 av säsongens 18 Grand Prix och tog också 13 pole position.
Roadracing-VM 2015 började med en femteplats i Qatar för Márquez, men allt verkade normalt när han vann i USA och ledde i Argentina med 4 sekunder efter halva loppet. Han blev dock omkörd av Valentino Rossi när två varv återstod och vurpade när han kom i kontakt med Rossis bakdäck. Márquez kom tvåa och fyra i de följande tävlingarna, men vurporna i Italien och Katalonien gjorde att han låg på femteplats i VM, 69 poäng efter VM-ledaren Rossi. Márquez hade problem med 2015 års Hondamotor som var väldigt aggressiv och svårkörd. Till TT Assen hade de teamet bytt till 2014 års chassi för att ge Márquez en bättre känsla. Resultaten förbättrades också. Andraplatsen på Assen efter kontakt ned segraren Rossi i sista chikanen och segrar i Tyskland, Indianapolis och San Marino förde upp Márquez till tredjeplats. Men vurporna fortsatte också och efter Japans GP hade Márquez inte längre en teoretisk chans att försvara sin VM-titel. Avslutningen av säsongen blev kontroversiell för Márquez.
Till Roadracing-VM 2016 hade Márquez lärt sig läxan från alla vurporna 2015. Han gjorde färre misstag än de främsta konkurrenterna, Yamahaförarna Rossi och Lorenzo. Márquez kunde säkra VM-titeln i säsongens 15:e deltävling, Japans Grand Prix på Twin Ring Motegi - Hondas hemmabana.
Inledningen av Roadracing-VM 2017 var blandad för Márquez. Han vann Amerikas Grand Prix i Austin men blev poänglös både i Argentina och Frankrike. Samtidigt körde Yamahaförarna Viñales och Rossi starkt. Pendeln började dock svänga över och med segern i Tysklands GP tog Márquez över VM-ledningen. Största hotet under andra halvan av säsongen var Ducatiföraren Andrea Dovizioso som besegrade Márquez två gånger i kamp in i sista kurvan, i Österrikes GP och Japans GP. Márquez hade dock en högre lägstanivå och kopplade greppet med segern i Australiens GP där Dovizioso kom på 13:e plats. Inför sista deltävlingen i Valencia hade Márquez en ledning på 21 poäng vilket gjorde att Dovizioso var tvungen att vinna samtidigt som Márquez var sämre än 11:a för att ta VM-titeln. Márquez var ytterst nära att vurpa i ledning, men räddade situationen på karaktäristiskt sätt och körde i mål som trea i deltävlingen och som världsmästare.
Roadracing-VM 2018 fortsatte Márquez hos Repsol Honda med Dani Pedrosa som stallkamrat. Säsongen började i Qatar med att Dovozioso åter besegrade Márquez i sista kurvan. Márquez föll och tog noll poäng i nästa race i Argentina. Med tre raka segrar tog dock Márquez kommandot i VM och släppte därefter ingen nära. Med segern i Japans Grand Prix säkrade han sin femte världsmästartitel på sex år i MotoGP.
Márquez fortsatte hos Repsol Honda 2019 med Jorge Lorenzo som stallkamrat. Márquez började året med en andraplats, sedan en seger och därefter ett fall i stor ledning. Men därefter var Márquez omutlig. Om han inte vann kom han på andra plats. VM-titeln säkrades redan i Thailands Grand Prix, säsongens 15:e av 19 Grand Prix. Totalt blev det 12 segrar och 6 andraplatser vilket gav 420 poäng.
Márquez fortsätter hos Repsol Honda 2020.

### VM-säsonger
| Säsong | Klass  | VM- plac. | Poäng | 1/2/3- platser | Starter | Motorcykel | Team                       | Startnr |
| ------ | ------ | --------- | ----- | -------------- | ------- | ---------- | -------------------------- | ------- |
| 2008   | 125GP  | 13        | 63    | - / - / 1      | 13      | KTM        | Repsol KTM 125cc           | 93      |
| 2009   | 125GP  | 8         | 94    | - / - / 1      | 16      | KTM        | Red Bull KTM Moto Sport    | 93      |
| 2010   | 125GP  | 1         | 310   | 10 / - / 2     | 17      | Derbi      | Red Bull Ajo Motorsport    | 93      |
| 2011   | Moto2  | 2         | 251   | 7 / 3 / 1      | 15      | Suter      | Team CatalunyaCaixa Repsol | 93      |
| 2012   | Moto2  | 1         | 324   | 9 / 3 / 2      | 17      | Suter      | Team CatalunyaCaixa Repsol | 93      |
| 2013   | MotoGP | 1         | 334   | 6 / 6 / 4      | 18      | Honda      | Repsol Honda               | 93      |
| 2014   | MotoGP | 1         | 362   | 13 / 1 / -     | 18      | Honda      | Repsol Honda               | 93      |
| 2015   | MotoGP | 3         | 242   | 5 / 4 / -      | 18      | Honda      | Repsol Honda               | 93      |
| 2016   | MotoGP | 1         | 298   | 5 / 4 / 3      | 18      | Honda      | Repsol Honda               | 93      |
| 2017   | MotoGP | 1         | 298   | 6 / 4 / 2      | 18      | Honda      | Repsol Honda               | 93      |
| 2018   | MotoGP | 1         | 321   | 9 / 4 / 1      | 19      | Honda      | Repsol Honda               | 93      |
| 2019   | MotoGP | 1         | 420   | 12 / 6 / -     | 19      | Honda      | Repsol Honda               | 93      |
| 2020   | MotoGP | NC        | 0     | - / - / -      | 1       | Honda      | Repsol Honda               | 93      |
| 2021   | MotoGP | NC        | 0     | - / - / -      | 0       | Honda      | Repsol Honda               | 93      |

## Pallplatser
Uppdaterad till 2019-12-31.
| Nr | Grand Prix     | År   |
| -- | -------------- | ---- |
| 1  | Amerika        | 2013 |
| 2  | Tyskland       | 2013 |
| 3  | USA            | 2013 |
| 4  | Indianapolis   | 2013 |
| 5  | Tjeckien       | 2013 |
| 6  | Aragonien      | 2013 |
| 7  | Qatar          | 2014 |
| 8  | Amerika        | 2014 |
| 9  | Argentina      | 2014 |
| 10 | Spanien        | 2014 |
| 11 | Frankrike      | 2014 |
| 12 | Italien        | 2014 |
| 13 | Katalonien     | 2014 |
| 14 | TT Assen       | 2014 |
| 15 | Tyskland       | 2014 |
| 16 | Indianapolis   | 2014 |
| 17 | Storbritannien | 2014 |
| 18 | Malaysia       | 2014 |
| 19 | Valencia       | 2014 |
| 20 | Amerika        | 2015 |
| 21 | Tyskland       | 2015 |
| 22 | Indianapolis   | 2015 |
| 23 | San Marino     | 2015 |
| 24 | Australien     | 2015 |
| 25 | Argentina      | 2016 |
| 26 | Amerika        | 2016 |
| 27 | Tyskland       | 2016 |
| 28 | Aragonien      | 2016 |
| 29 | Japan          | 2016 |
| 30 | Amerika        | 2017 |
| 31 | Tyskland       | 2017 |
| 32 | Tjeckien       | 2017 |
| 33 | San Marino     | 2017 |
| 34 | Aragonien      | 2017 |
| 35 | Australien     | 2017 |
| 36 | Amerika        | 2018 |
| 37 | Spanien        | 2018 |
| 38 | Frankrike      | 2018 |
| 39 | TT Assen       | 2018 |
| 40 | Tyskland       | 2018 |
| 41 | Aragonien      | 2018 |
| 42 | Thailand       | 2018 |
| 43 | Japan          | 2018 |
| 44 | Malaysia       | 2018 |
| 45 | Argentina      | 2019 |
| 46 | Spanien        | 2019 |
| 47 | Frankrike      | 2019 |
| 48 | Katalonien     | 2019 |
| 49 | Tyskland       | 2019 |
| 50 | Tjeckien       | 2019 |
| 51 | San Marino     | 2019 |
| 52 | Aragonien      | 2019 |
| 53 | Thailand       | 2019 |
| 54 | Japan          | 2019 |
| 55 | Australien     | 2019 |
| 56 | Valencia       | 2019 |
| 57 | Tyskland       | 2021 |
| 58 | Amerika        | 2021 |

| Nr | Grand Prix     | År   |
| -- | -------------- | ---- |
| 1  | Spanien        | 2013 |
| 2  | TT Assen       | 2013 |
| 3  | Storbritannien | 2013 |
| 4  | San Marino     | 2013 |
| 5  | Malaysia       | 2013 |
| 6  | Japan          | 2013 |
| 7  | Japan          | 2014 |
| 8  | Spanien        | 2015 |
| 9  | TT Assen       | 2015 |
| 10 | Tjeckien       | 2015 |
| 11 | Valencia       | 2015 |
| 12 | Italien        | 2016 |
| 13 | Katalonien     | 2016 |
| 14 | TT Assen       | 2016 |
| 15 | Valencia       | 2016 |
| 16 | Spanien        | 2017 |
| 17 | Katalonien     | 2017 |
| 18 | Österrike      | 2017 |
| 19 | Japan          | 2017 |
| 20 | Qatar          | 2018 |
| 21 | Katalonien     | 2018 |
| 22 | Österrike      | 2018 |
| 23 | San Marino     | 2018 |
| 24 | Qatar          | 2019 |
| 25 | Italien        | 2019 |
| 26 | TT Assen       | 2019 |
| 27 | Österrike      | 2019 |
| 28 | Storbritannien | 2019 |
| 29 | Malaysia       | 2019 |
| 30 | Aragonien      | 2021 |

| Nr | Grand Prix | År   |
| -- | ---------- | ---- |
| 1  | Qatar      | 2013 |
| 2  | Frankrike  | 2013 |
| 3  | Katalonien | 2013 |
| 4  | Valencia   | 2013 |
| 5  | Qatar      | 2016 |
| 6  | Spanien    | 2016 |
| 7  | Tjeckien   | 2016 |
| 8  | TT Assen   | 2017 |
| 9  | Valencia   | 2017 |
| 10 | Tjeckien   | 2018 |

| Nr | Grand Prix   | År   |
| -- | ------------ | ---- |
| 1  | Frankrike    | 2011 |
| 2  | TT Assen     | 2011 |
| 3  | Italien      | 2011 |
| 4  | Tyskland     | 2011 |
| 5  | Indianapolis | 2011 |
| 6  | San Marino   | 2011 |
| 7  | Aragonien    | 2011 |
| 8  | Qatar        | 2012 |
| 9  | Portugal     | 2012 |
| 10 | TT Assen     | 2012 |
| 11 | Tyskland     | 2012 |
| 12 | Indianapolis | 2012 |
| 13 | Tjeckien     | 2012 |
| 14 | San Marino   | 2012 |
| 15 | Japan        | 2012 |
| 16 | Valencia     | 2012 |

| Nr | Grand Prix | År   |
| -- | ---------- | ---- |
| 1  | Katalonien | 2011 |
| 2  | Tjeckien   | 2011 |
| 3  | Japan      | 2011 |
| 4  | Spanien    | 2012 |
| 5  | Aragonien  | 2012 |

| Nr | Grand Prix     | År   |
| -- | -------------- | ---- |
| 1  | Australien     | 2011 |
| 2  | Katalonien     | 2012 |
| 3  | Storbritannien | 2012 |
| 4  | Australien     | 2012 |

| Nr | Grand Prix     | År   |
| -- | -------------- | ---- |
| 1  | Italien        | 2010 |
| 2  | Storbritannien | 2010 |
| 3  | TT Assen       | 2010 |
| 4  | Katalonien     | 2010 |
| 5  | Tyskland       | 2010 |
| 6  | San Marino     | 2010 |
| 7  | Japan          | 2010 |
| 8  | Malaysia       | 2010 |
| 9  | Australien     | 2010 |
| 10 | Portugal       | 2010 |

| Nr | Grand Prix     | År   |
| -- | -------------- | ---- |
| 1  | Storbritannien | 2008 |
| 2  | Spanien        | 2009 |
| 3  | Qatar          | 2010 |
| 4  | Frankrike      | 2010 |